# Kamila Budrowska
Kamila Budrowska (ur. 9 marca 1970 w Białymstoku) – polska literaturoznawczyni, prof. dr hab. nauk humanistycznych, profesor zwyczajny Katedry Badań Filologicznych nad Cenzurą PRL i Edytorstwa, oraz Instytutu Filologii Polskiej Wydziału Filologicznego Uniwersytetu w Białymstoku.

## Życiorys
W 1994 ukończyła studia w zakresie filologii polskiej na Filii Uniwersytetu Warszawskiego w Białymstoku, 13 czerwca 2000 obroniła pracę doktorską Obraz kobiety w prozie polskiej po roku 1989, 23 listopada 2010 habilitowała się na podstawie oceny dorobku naukowego i pracy zatytułowanej Literatura i pisarze wobec cenzury PRL 1948-1958. 28 lipca 2015 nadano jej tytuł profesora nauk humanistycznych.
Objęła profesora zwyczajnego w Katedrze Badań Filologicznych nad Cenzurą PRL i Edytorstwa, oraz w Instytucie Filologii Polskiej na Wydziale Filologicznego Uniwersytetu w Białymstoku.
Jest kierownikiem Katedry Badań Filologicznych nad Cenzurą PRL i Edytorstwa Wydziału Filologicznego Uniwersytetu w Białymstoku.

## Publikacje
- 2004: Kobieta w procesie literackiego komunikowania. Rozważania teoretycznoliterackie i nie tylko[1]
- 2008: A. Gawron, Sublimacje współczesności. Powieściopisarstwo Jerzego Andrzejewskiego wobec przemian prozy XX wieku[1]
- 2012: O carskiej cenzurze statystycznie[1]
- 2014: Studia i szkice o cenzurze w Polsce Ludowej w latach 40. i 50. XX wieku[1]
- 2014: The censored past. GUKPPiW and a picture of Polish history in the 1948 – 1958[1]
- 2015: Wykluczona tradycja. Cenzurowanie międzywojennej literatury kobiecej w latach czterdziestych i pięćdziesiątych XX wieku (na przykładzie twórczości Zofii Nałkowskiej)[1]